# Луценко, Василий Денисович
Василий Денисович Луценко (1923—1948) — капитан Советской Армии, участник Великой Отечественной войны, Герой Советского Союза (1945).

## Биография

Мемориальная доска на здании гимназии № 23

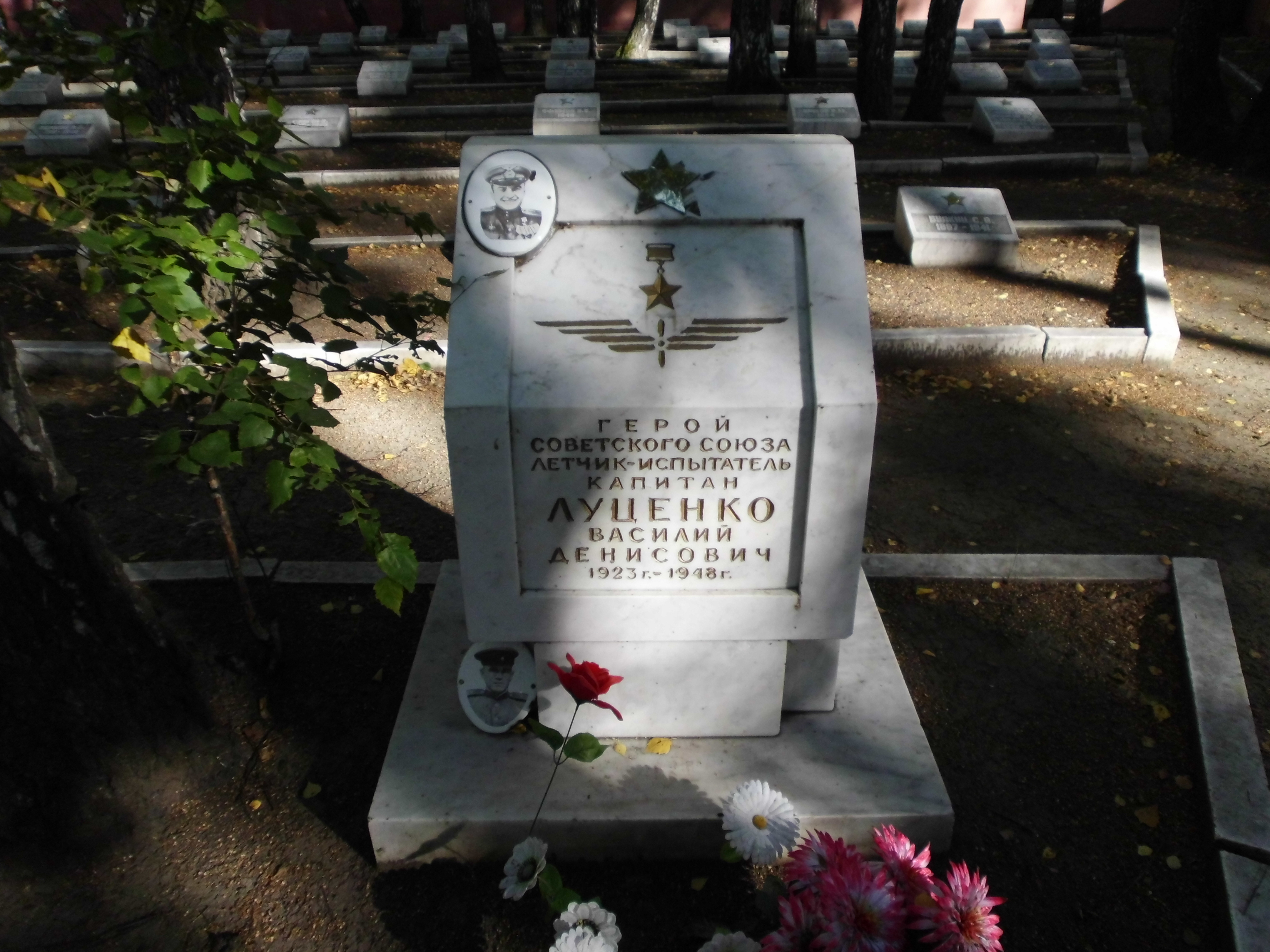
Надгробие на братской могиле на Лесном кладбище города Челябинска

Василий Луценко родился 24 декабря 1923 года в селе Крупское (ныне Октябрьский район Челябинской области). Окончил девять классов школы и аэроклуб. В сентябре 1940 года Луценко был призван на службу в Рабоче-крестьянскую Красную Армию. В июле 1942 года он окончил Чкаловскую военную авиационную школу лётчиков. С сентября того же года — на фронтах Великой Отечественной войны.
К октябрю 1944 года лейтенант Василий Луценко был заместителем командира и одновременно штурманом эскадрильи 503-го штурмового авиаполка 206-й штурмовой авиадивизии 7-го штурмового авиакорпуса 14-й воздушной армии 3-го Прибалтийского фронта. К тому времени он совершил 116 боевых вылетов на штурмовку скоплений боевой техники и живой силы противника, его важных объектов, нанеся ему большие потери.
Указом Президиума Верховного Совета СССР от 23 февраля 1945 года за «мужество и героизм, проявленные при нанесении штурмовых ударов по противнику» лейтенант Василий Луценко был удостоен высокого звания Героя Советского Союза с вручением ордена Ленина и медали «Золотая Звезда» за номером 5934.
Участвовал в Параде Победы. После окончания войны Луценко продолжил службу в Советской Армии. В сентябре 1946 года он окончил Высшую офицерскую лётно-тактическую школу ВВС. В октябре того же года он стал лётчиком-испытателем на Ахтубинском полигоне, испытывал новейшее авиационное вооружение, в том числе ракетное. Трагически погиб в авиакатастрофе 30 июня 1948 года, похоронен на Лесном кладбище Челябинска.
Был также награждён двумя орденами Красного Знамени, орденом Красной Звезды и рядом медалей.
В честь Луценко названа улица в Челябинске. На здании гимназии № 23, где он учился с 1936 по 1939 годы, Герою установлена мемориальная доска.